# 136ª Brigata fucilieri motorizzata delle guardie "Uman-Berlino Apšeronsk"
La 136ª Brigata autonoma fucilieri motorizzata delle guardie "Uman-Berlino Apšeronsk" (in russo 136-я отдельная гвардейская мотострелковая Уманско-Берлинская Апшеронская бригада?, 136-ja otdel'naja gvardejskaja motostrelkovaja Umansko-Berlinskaja Apšeronskaja brigada, unità militare 63354) è un'unità di fanteria meccanizzata delle Forze terrestri russe, subordinata alla 58ª Armata combinata delle guardie del Distretto militare meridionale e con base a Bujnaksk.

## Storia
La brigata è stata fondata il 1 dicembre 1993 presso Bujnaksk, in Daghestan. Nel 1997 ereditò le insegne del 204º Reggimento fucilieri motorizzato delle guardie, unità costituita nel secondo dopoguerra dalla riorganizzazione della 33ª Brigata fucilieri delle guardie, nata nel 1942 come 57ª Brigata fucilieri e che nel corso della seconda guerra mondiale ottenne i titoli e le onorificenze di cui si fregia l'attuale brigata.
Il 7 giugno 1995 un battaglione della brigata è stato inviato in Cecenia per prendere parte alla prima guerra cecena, rimanendovi fino ad agosto. Fra il 21 e il 22 dicembre 1997 la base dell'unità è stata attaccata dai ribelli guidati da Ibn al-Khattab. In seguito allo scoppio della seconda guerra cecena, il 10 agosto 1999 il 696º Battaglione è stato schierato nel distretto di Botlich, occupato dalle forze cecene. Negli scontri per la conquista di diversi villaggi l'unità ha registrato 36 caduti. Il 4 settembre dello stesso anno si è verificato un attacco terroristico contro le famiglie dei militari residenti a Bujnaksk, il quale ha provocato 64 morti, fra cui 23 bambini, e 146 feriti.
Nell'agosto del 2014 la brigata è stata coinvolta nella guerra del Donbass, venendo impiegata durante la battaglia per l'aeroporto di Luhans'k. Durante lo scontro sono stati avvistati per la prima volta in Ucraina colonne di carri armati T-90. Anche gli artiglieri della brigata hanno partecipato all'invasione dell'Ucraina, venendo identificati nell'oblast' di Luhans'k. L'unità ha anche preso parte alla battaglia di Debal'ceve, dove sono stati individuati BMP-2 con le insegne della brigata.

### Guerra russo-ucraina
La brigata è stata impiegata durante l'invasione russa dell'Ucraina del 2022, avanzando dalla Crimea e operando sul fronte meridionale. Equipaggiata con i moderni T-90A all'inizio del conflitto, questi sono stati rapidamente sostituiti dai T-72B3, riservando i primi per la 27ª Brigata e la 20ª Divisione fucilieri motorizzata delle guardie. Già nei primi giorni di guerra sono stati uccisi in combattimento il capo di stato maggiore, colonnello Viktor Isaykin, e il comandante del 396º Battaglione, maggiore Aleksej Loškarev. Ad aprile ha attaccato in direzione di Orichiv, città difesa dalla 59ª Brigata motorizzata ucraina, subendo pesanti perdite, tra cui il comandante del 531º Battaglione genio, maggiore Dmitrij Tjutin. In seguito la brigata è stata spostata nel settore di Vuhledar, dove è andata all'assalto in agosto senza ottenere successi. Dopo essere stata ricostituita durante l'inverno in seguito alla mobilitazione parziale indetta in Russia, a febbraio 2023 ha lanciato insieme alla 40ª e alla 155ª Brigata fanteria di marina un importante attacco contro la roccaforte ucraina tenuta dalla 72ª Brigata meccanizzata, durante il quale tutte e tre le unità hanno subito gravi perdite di uomini e mezzi.
La brigata è stata impiegata per contrastare la controffensiva ucraina dell'estate 2023, venendo in particolare schierata nel settore di Velyka Novosilka, dove a luglio è andata al contrattacco in sostegno della 60ª Brigata fucilieri motorizzata a Urožajne. Entrambe le unità hanno subito perdite e sono state infine costrette a ritirarsi in seguito agli attacchi delle brigate del Corpo della fanteria di marina ucraina. Nel febbraio 2024 è stata trasferita nel settore a sud di Orichiv, dove insieme alla 42ª Divisione fucilieri motorizzata ha costretto la 117ª Brigata meccanizzata a cedere alcune posizioni fra i villaggi di Robotyne e Verbove.
Alla fine di agosto 2024 la brigata è stata trasferita nell'oblast' di Kursk per contrastare l'offensiva ucraina in territorio russo. Il 30 settembre è stata ufficialmente intitolata alla città di Apšeronsk, riprendendo il titolo onorifico dell'81º Reggimento di fanteria dell'Esercito imperiale russo.

## Struttura
- Comando di brigata[22]
- 396º Battaglione fucilieri motorizzato
- 696º Battaglione fucilieri motorizzato
- 698º Battaglione fucilieri motorizzato
- Battaglione operazioni speciali
- 129º Battaglione corazzato (T-72B3)
- Gruppo artiglieria
  - Batteria controllo e ricognizione di artiglieria
  - Battaglione artiglieria semovente (2S3 Akatsiya)
  - Battaglione artiglieria semovente (2S3 Akatsiya)
  - Battaglione artiglieria lanciarazzi (Tornado-G)
  - Battaglione artiglieria controcarri (MT-12 Rapira e 9K114 Šturm)
- Gruppo difesa aerea
  - Plotone controllo e ricognizione radar
  - Battaglione missilistico contraereo (Tor-M1)
  - Battaglione artiglieria missilistica contraerei (9K35 Strela-10, 2K22 Tunguska e 9K38 Igla)
- 531º Battaglione genio
- 537º Battaglione ricognizione
- Battaglione comunicazioni
- Battaglione manutenzione
- Battaglione logistico
- Compagnia comando
- Compagnia guerra elettronica
- Compagnia UAV
- Compagnia difesa NBC
- Compagnia cecchini
- Compagnia medica

## Comandanti
- Colonnello Aleksandr Sančik (2008 - 2011)[23][24]
- Colonnello Michail Lebëdko (2013 - 201?)[25]
- Colonnello Andrej Gorlov (201? - 201?)[26]
- Colonnello Roman Demurčiev (20?? - 2022)